# Morgane Charre
Morgane Charre (9 de junio de 1990) es una deportista francesa que compitió en ciclismo de montaña en las disciplinas de descenso y campo a través para cuatro.
Ha ganado una medalla de oro en el Campeonato Mundial de Ciclismo de Montaña de 2012 y tres medallas de plata en el Campeonato Europeo de Ciclismo de Montaña, en los años 2013 y 2018.

## Palmarés internacional
| Campeonato Mundial | Campeonato Mundial           | Campeonato Mundial | Campeonato Mundial    |
| Año                | Lugar                        | Medalla            | Competición           |
| ------------------ | ---------------------------- | ------------------ | --------------------- |
| 2012               | Leogang/Saalfelden (Austria) | Medalla de oro     | Descenso              |
| Campeonato Europeo |                              |                    |                       |
| Año                | Lugar                        | Medalla            | Competición           |
| 2013               | Pamporovo (Bulgaria)         | Medalla de plata   | Descenso              |
| 2013               | Pamporovo (Bulgaria)         | Medalla de plata   | Campo a través para 4 |
| 2018               | Lousã (Portugal)             | Medalla de plata   | Descenso              |